# Witlijnprachtuil
Witlijnprachtuil (Grammodes stolida) is een nachtvlinder uit de familie spinneruilen (Erebidae). De wetenschappelijke naam van de soort is als Noctua stolida voor het eerst geldig gepubliceerd door Fabricius in 1775.
De vlinder komt voor in het Afrotropisch, Oriëntaals en Australaziatisch gebied en aangrenzende delen van het Palearctisch gebied. In Europa verschijnt de soort als trekvlinder. Er zijn waarnemingen tot in Denemarken en Finland, en voor zover bekend sinds 2022 in Nederland.
Als waardplanten worden soorten loofbomen en struiken gebruikt. De soort vliegt het gehele jaar door in verschillende generaties. De spanwijdte is 30 tot 44 millimeter.
1. ↑  Witlijnprachtuil: nieuw voor Nederland. Nature today 22 september 2022